# Sprachen auf Åland

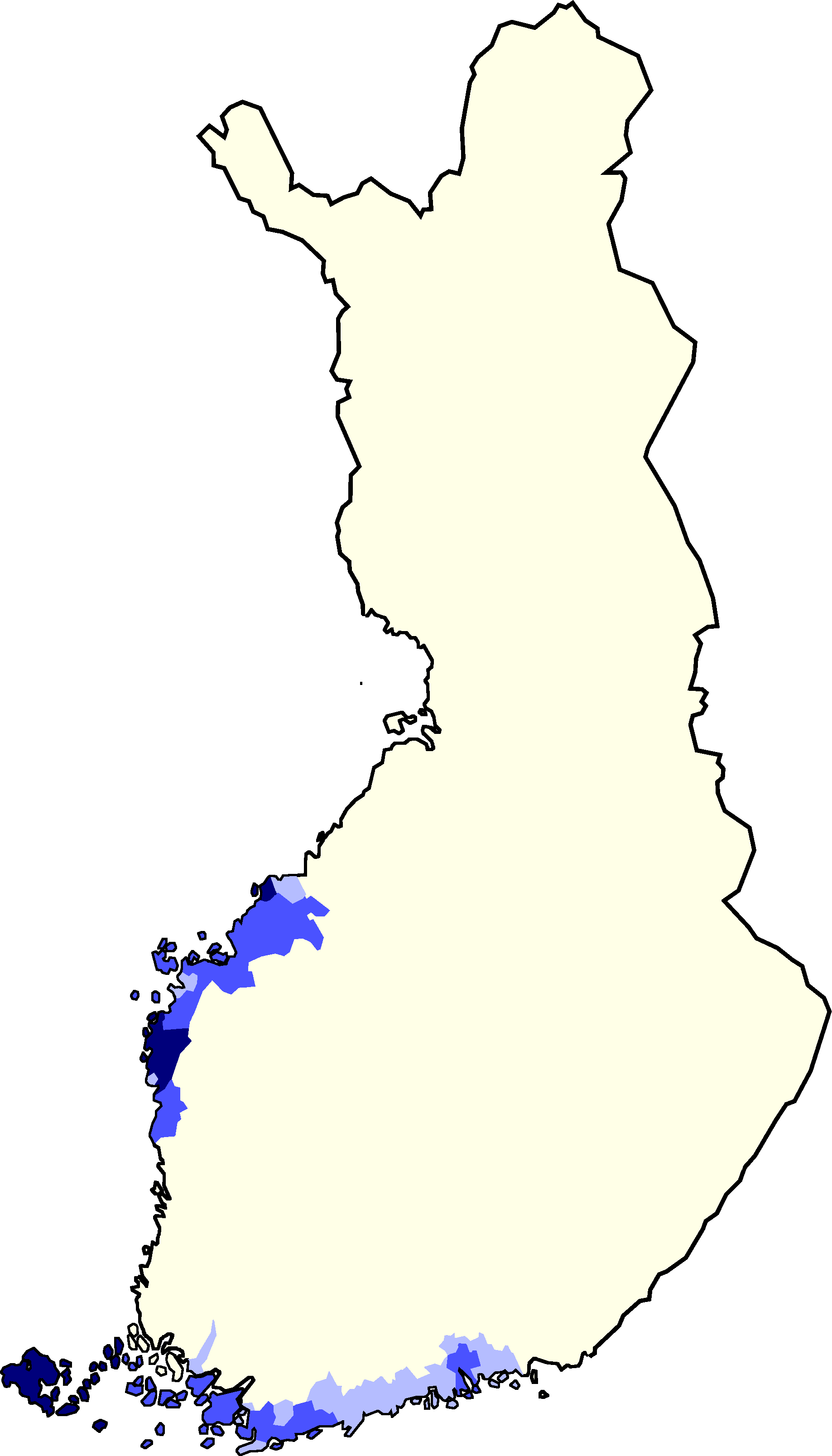
Die meisten Finnlandschweden leben in den Küstenregionen und in Åland.

Åland, eine Inselgruppe in der Ostsee und autonome Region, sind der Teil Finnlands, in dem die schwedischsprachigen Finnlandschweden den größten Bevölkerungsanteil ausmachen. Rund 25.000 Menschen, das sind 90 % der Bevölkerung, sprechen Schwedisch als Muttersprache. Der auf Åland gesprochene schwedische Dialekt, Åländisch, weist einige Besonderheiten gegenüber der Standardsprache auf. Schwedisch ist die einzige Amtssprache auf Åland. Finnisch ist die Muttersprache von rund 5 % der Bevölkerung.
Die acht größten Sprachen in Åland sind:
- Schwedisch: 25.028 (90 %)
- Finnisch: 1.388 (5 %)
- Lettisch: 159 (0,57 %)
- Rumänisch: 127 (0,46 %)
- Estnisch: 126 (0,45 %)
- Russisch: 101 (0,36 %)
- Englisch: 99 (0,36 %)
- Thailändisch: 95 (0,34 %)